# قاسم أباد وينسار (حومة بيجار)
قاسم أباد وینسار (بالفارسية: قاسم‌آباد وینسار) هي قرية تقع في إيران في حومة. يقدر عدد سكانها بـ 48 نسمة .